# Denham Fouts
Denham Fouts (Jacksonville, Florida, 9 de mayo de 1914 - Roma, 16 de diciembre de 1948) fue un galán, miembro de la alta sociedad, musa literaria y prostituto estadounidense que sirvió de inspiración a escritores como Truman Capote, Gore Vidal, Christopher Isherwood y Gavin Lambert.

## Biografía
Fue hijo del universitario de Yale, Edwin Fouts y Mary Denham. En 1926, a los 12 años, escribió una carta a Time Magazine, contra el abuso de animales en filmaciones.
Se estableció en Washington D. C., partiendo más tarde a Manhattan, despertando la admiración y atención en los lugares donde trabajaba. Se convirtió en el acompañante de celebridades (tanto de hombres como de mujeres) y entre sus amigos se contaban Christopher Isherwood, Brion Gysin, Glenway Wescott, Truman Capote, George Platt Lynes, Jane y Paul Bowles, Jean y Cyril Connolly, y Michael Wishart. Isherwood lo llamó "el prostituto más caro del mundo", Fouts era adicto al opio y una vez fue novio del pintor Peter Watson.
Viajó por el Tíbet y durante la Segunda Guerra Mundial conoció a Christopher Isherwood en Hollywood quien lo llevó ante el Swami Prabhavananda, que rehusó convertirlo en discípulo pese a su interés en el Vedānta. Luego trabó relación con Capote en París.
Fue amante de personas notables como Pablo I de Grecia y Jean Marais.
Murió en 1948 en Roma a los 34 años de edad de un infarto al corazón.